# 拉斯卡爾角

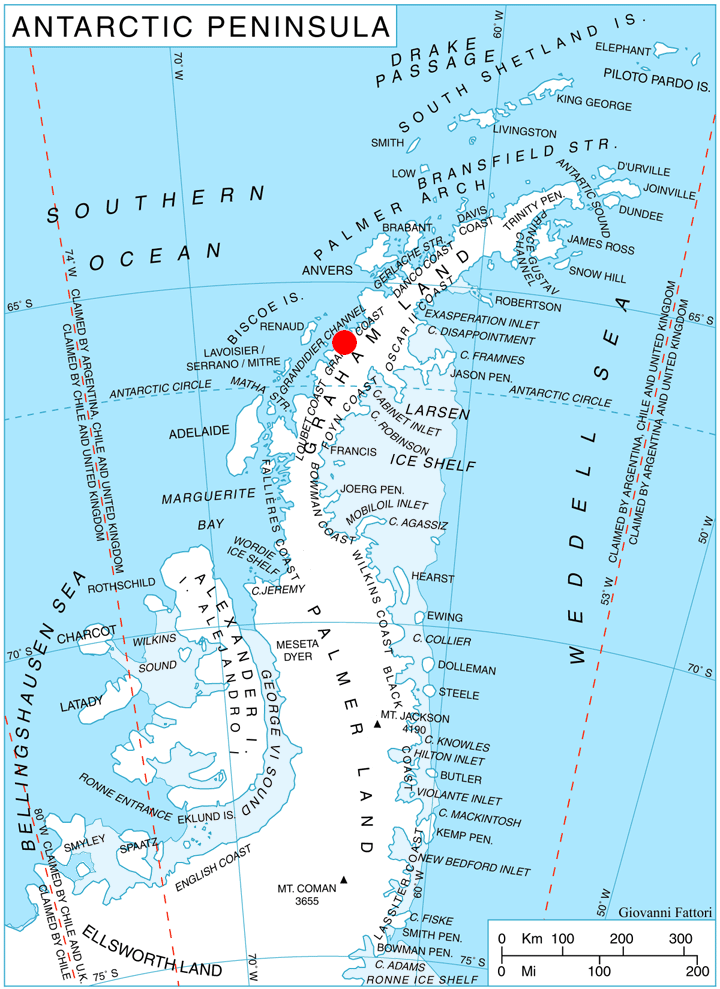

拉斯卡爾角（英語：Laskar Point），是南極洲的海岬，位於葛拉漢地，處於沃韋格角東北面10.45公里和杜維斯角西北面2.65公里，是烏羅韋內灣入口處的西北部，現時由南極條約體系管理。